# Liste der Orte in der kreisfreien Stadt Neustadt an der Weinstraße
Die Liste der Orte in der kreisfreien Stadt Neustadt an der Weinstraße listet den Hauptort und die 41 amtlich benannten Gemeindeteile (Ortsbezirke, Wohnplätze und sonstige Gemeindeteile) der kreisfreien Stadt Neustadt an der Weinstraße auf.
Es handelt sich dabei um das amtliche Verzeichnis der Gemeinden und Gemeindeteile und setzt sich zusammen aus dem vom Statistischen Landesamt Rheinland-Pfalz geführten amtlichen Namensverzeichnis der Gemeinden und dem vom Landesamt für Vermessung und Geobasisinformation Rheinland-Pfalz geführten amtlichen Verzeichnis der Gemeindeteile.
Damit gibt die Liste einen Einblick in die historischen und geografischen Strukturen im heutigen Stadtgebiet von Neustadt an der Weinstraße: Sie nennt historische Gemeinden einschließlich ihrer vom Hauptort abgegrenzten Gemeindeteile, die noch heute sowohl in der amtlichen Statistik als auch auf amtlichen topografischen Karten mit ihren Namen dargestellt werden. Die Gliederung der Stadt Neustadt an der Weinstraße in Stadtteile folgt nicht an allen Stellen der amtlichen Gliederung; sie wird von den Gremien der Stadt für die eigenen Zwecke festgelegt.

## Liste der Orte
Die kreisfreie Stadt Neustadt an der Weinstraße mit dem Hauptort Neustadt an der Weinstraße und den amtlichen Gemeindeteilen:
- Neustadt an der Weinstraße
  - Grüne Heide
  - Haidmühle
  - Holzhof
  - Im Heidenbrunnertal, Waldarbeiterhaus
  - Königsmühle
  - Naturfreundehaus
  - Neuhäusl

- Diedesfeld (Ortsbezirk)
  - Bergweg

- Duttweiler (Ortsbezirk)
  - Benzenloch, Wasserwerk

- Geinsheim (Ortsbezirk)
  - Am Bildstöckel
  - Hahnenruh
  - Im Lochbusch
  - Prinz-Karl-Hof

- Gimmeldingen (Ortsbezirk)
  - Talmühle
  - Weinbiet, Gaststätte

- Haardt (Ortsbezirk)

- Hambach (Ortsbezirk)
  - Burgschenke
  - Hambacher Schloß
  - Judenloch
  - Kaltenbrunnerhütte
  - Lachener Holzweg
  - Hambacher Mühle

- Königsbach (Ortsbezirk)
  - Bahnhof Königsbach

- Lachen-Speyerdorf (Ortsbezirk)
  - Buschwiesenhof
  - Diakonissen-Mutterhaus
  - Heidehof
  - Molkenheimerhof
  - Schlittern
  - Lindenhof

- Mußbach (Ortsbezirk)
  - Blockstation
  - Haßlocher Übergang
  - Rothenbusch